# جائزة التشيك الكبرى للدراجات النارية 2005
جائزة التشيك الكبرى للدراجات النارية 2005 هو سباق دراجات نارية أقيم بتاريخ 28 أغسطس 2005 في حلبة برنو. كان الجولة الحادية عشر من أصل 17 في سباق الجائزة الكبرى للدراجات النارية موسم 2005. فاز فالنتينو روسي بفئة الموتو جي بي بينما جاء لوريس كابيروسي في المركز الثاني وحصل على المركز الثالث ماكس بياجي.

## وصلات خارجية
- الموقع الرسمي